# Drugi gabinet Boba Hawke’a
Drugi gabinet Boba Hawke’a – pięćdziesiąty szósty gabinet federalny Australii, urzędujący od 13 grudnia 1984 do 24 lipca 1987. Był gabinetem jednopartyjnym Australijskiej Partii Pracy (ALP). 

## Okoliczności powstania i dymisji
Gabinet urzędował przez całą kadencję Izby Reprezentantów. Powstał po przedterminowych wyborach z 1984, w których rządząca od 1983 ALP utrzymała władzę. Partia Pracy wygrała również kolejne wybory, przeprowadzone w 1987, dzięki czemu premier Bob Hawke mógł utworzyć swój trzeci gabinet. 

## Skład
| stanowisko                                                                              | osoba         | od              | do             |
| --------------------------------------------------------------------------------------- | ------------- | --------------- | -------------- |
| premier                                                                                 | Bob Hawke     | 13 grudnia 1984 | 24 lipca 1987  |
| wicepremier                                                                             | Lionel Bowen  | 13 grudnia 1984 | 24 lipca 1987  |
| prokurator generalny                                                                    | Lionel Bowen  | 13 grudnia 1984 | 24 lipca 1987  |
| wiceprzewodniczący Federalnej Rady Wykonawczej                                          | Lionel Bowen  | 13 grudnia 1984 | 24 lipca 1987  |
| minister wspierający premiera w kwestiach relacji rządu federalnego z rządami stanowymi | Lionel Bowen  | 13 grudnia 1984 | 24 lipca 1987  |
| minister przemysłu, technologii i gospodarki                                            | John Button   | 13 grudnia 1984 | 24 lipca 1987  |
| minister służb społecznych                                                              | Donald Grimes | 13 grudnia 1984 | 16 lutego 1987 |
| minister służb społecznych                                                              | Chris Hurford | 16 lutego 1987  | 24 lipca 1987  |
| minister wspierający premiera w kwestiach warunków pracy służby cywilnej                | Ralph Willis  | 13 grudnia 1984 | 24 lipca 1987  |
| minister zatrudnienia i warunków pracy                                                  | Ralph Willis  | 13 grudnia 1984 | 24 lipca 1987  |
| minister skarbu                                                                         | Paul Keating  | 13 grudnia 1984 | 24 lipca 1987  |
| specjalny minister stanu                                                                | Mick Young    | 13 grudnia 1984 | 16 lutego 1987 |
| minister finansów                                                                       | Peter Walsh   | 13 grudnia 1984 | 24 lipca 1987  |
| minister wspierający premiera w kwestiach służby cywilnej                               | Peter Walsh   | 13 grudnia 1984 | 24 lipca 1987  |
| minister spraw zagranicznych                                                            | Bill Hayden   | 13 grudnia 1984 | 24 lipca 1987  |
| minister edukacji                                                                       | Susan Ryan    | 13 grudnia 1984 | 24 lipca 1987  |
| minister wspierająca premiera w kwestiach statusu kobiet                                | Susan Ryan    | 13 grudnia 1984 | 24 lipca 1987  |
| minister handlu                                                                         | John Dawkins  | 13 grudnia 1984 | 24 lipca 1987  |
| minister wspierający premiera w kwestiach młodzieży                                     | John Dawkins  | 13 grudnia 1984 | 24 lipca 1987  |
| minister przemysłu podstawowego                                                         | John Kerin    | 13 grudnia 1984 | 24 lipca 1987  |
| minister mieszkalnictwa i budownictwa                                                   | Stewart West  | 13 grudnia 1984 | 24 lipca 1987  |
| minister obrony                                                                         | Kim Beazley   | 13 grudnia 1984 | 24 lipca 1987  |
| minister zabezpieczenia społecznego                                                     | Brian Howe    | 13 grudnia 1984 | 24 lipca 1987  |
| minister imigracji i spraw narodowościowych                                             | Chris Hurford | 13 grudnia 1984 | 16 lutego 1987 |
| minister imigracji i spraw narodowościowych                                             | Mick Young    | 16 lutego 1987  | 24 lipca 1987  |
| wiceminister skarbu (w randze członka gabinetu)                                         | Chris Hurford | 13 grudnia 1984 | 24 lipca 1987  |
| minister zasobów i energii                                                              | Gareth Evans  | 13 grudnia 1984 | 24 lipca 1987  |
| minister wspierający premiera                                                           | Gareth Evans  | 13 grudnia 1984 | 24 lipca 1987  |
| wiceminister spraw zagranicznych (w randze członka gabinetu)                            | Gareth Evans  | 13 grudnia 1984 | 24 lipca 1987  |